# Сен-Сир-л’Эколь
Сен-Сир-л’Эколь (фр. Saint-Cyr-l’École) — пригород Парижа, расположенный на территории округа Версаль департамента Ивелин. Он лежит непосредственно западнее Версаля, в 20 километрах от центра Парижа. Число жителей городка составляет 17 549 человек (на 2009 год).

## Образовательные традиции
Слово «Эколь» в названии отсылает к военной академии Сен-Сир, которая была учреждена здесь Наполеоном I . Академия располагалась в здании духовной школы для благородных девиц, созданной в 1686 году фавориткой короля Людовика XIV мадам де Ментенон, которая на склоне лет жила при школе. В 1793 году это здание было отдано под военный госпиталь, но снова стало образовательным центром, но уже мужским и военным, при Наполеоне. После Второй мировой войны академия была переведена в Бретань.

## Города-партнёры
- Буцбах, Германия